# Acacesia villalobosi
Acacesia villalobosi là một loài nhện trong họ Araneidae.
Loài này thuộc chi Acacesia. Acacesia villalobosi được miêu tả năm 1994 bởi Glueck.